# Sham Shui Po
Sham Shui Po (traditionell kinesiska: 深水埗區) är ett av Hongkongs 18 administrativa distrikt. Distriktet är en del av huvudområdet Kowloon.
Sham Shui Po har 353 550 invånare på en yta av 9km². 